# سی‌اس‌اس چیکورا
سی‌اس‌اس چیکورا (به انگلیسی: CSS Chicora) یک کشتی بود که طول آن ۱۷۲٫۵ فوت (۵۲٫۶ متر) بود. این کشتی در سال ۱۸۶۲ ساخته شد.